# 天塩大橋
天塩大橋（てしおおおはし）は、北海道天塩郡天塩町字ウブシ - 幌延町字幌延の天塩川に架かる国道40号天塩防災（国道232号重用）の橋長506 m（メートル）の桁橋。

## 概要
天塩大橋は1957年（昭和32年）に開通した橋梁を架け替え、2020年（令和2年）に新橋が供用された。
新橋では箱桁部橋長319 mと鈑桁部橋長187 mを連続桁としており、箱桁と鈑桁を接続して主桁の形状と本数が変化する構造となっている。箱桁部では、標準的な適用支間を上回ることから疲労対策として横桁仕口溶接部にピーニング処理が実施された。
天塩大橋は架け替えに際し、幌富バイパスへの国道40号の接続の観点から上流側に架け替えられた。
新橋は河積阻害解消のため、橋長を長くし506 mとなった。中央分離帯を有する2車線で、旧橋にはなかった歩道も設置され幅員が旧橋の約2倍となった。
- 形式 - 鋼8径間連続箱桁鈑桁橋（4径間連続箱桁 + 4径間連続鈑桁）
- 橋長 - 506.000 m
- 道路規格 - 第3種第2級
  - 支間割 -  ( 65.000 m + 75.000 m + 90.000 m + 75.000 m + 3×50.000 m + 49.000 m )
- 幅員
  - 総幅員 - 13.50 m
  - 有効幅員 - 12.50 m
  - 車道 - 10.50 m（中央分離帯1.50 mを含む）
  - 歩道 - 片側2.00 m
- 総鋼重 - 2,518 t
- 橋台 - 逆T式橋台（杭基礎）
- 橋脚 - 壁式橋脚
  - P1 - 直接基礎
  - P2, P3 - ニューマチックケーソン
  - P4 - P7 - 杭基礎
- 床版 - 合成床版
- 施工 - JFEエンジニアリング・巴コーポレーション特定建設工事共同企業体
- 架設工法 - トラベラークレーン工法・トラッククレーンベント工法

## 歴史
天塩大橋の架橋以前は日本国内の一級国道の中で唯一渡船が残存していた。このため架橋を求める声が高く、1951年（昭和26年）に留萌開発建設部により架橋事業が着手された。この橋では低水敷を渡河する中央径間に北海道で初めてとなる、バランスドランガー桁が採用され、側径間にはゲルバー鈑桁が採用された。この橋は総工費3億4千万円を費やして着手から6年後の1957年（昭和32年）9月3日に開通し、新橋開通までの63年間にわたり供用されていた。
1970年（昭和45年）に床版のひび割れ調査を実施したところ、損傷がみられたことから1972年（昭和47年）・1973年（昭和48年）にかけ、グラウト注入と鋼板接着による補強を実施したが、その後再び橋面に亀裂が認められ損傷が進行していたことから工事期間に交通確保も工法検討に観点としてグレーチング床版への取替が実施された。
長く供用されていた天塩大橋も老朽化、耐震性能の不足、狭小な幅員（6 m）のため大型車のすれ違いが困難、橋長が短く天塩川の河積を大きく阻害するなどの問題があった。このため、2008年度（平成20年度）に耐震性の確保のために天塩大橋の架け替え、道路の安全な通行の確保を目的とした天塩町から幌延町に至る天塩防災が北海道開発局により事業化され、以来本橋の架替を優先的に整備を進め、2020年（令和2年）10月30日に新橋が供された。

### 旧橋
当初、天塩大橋は中央径間を鋼ランガー桁、側径間をコンクリートゲルバー桁とする予定で下部工・基礎工を施工したが、途中で側径間が鋼ゲルバー桁に変更されたためヒンジの位置を再検討した。ランガー桁とゲルバー桁の接合部では、従来のようにランガー桁とゲルバー桁を同一直線状に配置した場合、本橋では側径間が200 mあるため経済的でないことから、ランガー桁のカンチレバー部の横桁にゲルバー桁の主桁を載せる構造を採用した。また、架設にあたってはケーブルエレクション工法を応用したタイバック工法による架設を実施し、設備の多くを西海橋のものを再利用した。
- 形式 - 鋼ゲルバー鈑桁橋4連 + 鋼バランスドランガー橋 + 鋼ゲルバー鈑桁橋4連
- 橋格 - 一等橋 (TL-14)
- 橋長 - 300.00 m
  - 支間割 - 21.75 m + 3×22.00 m  + ( 9.00 m+ 100.000 m  + 9.00 m) + 3×22.00 m + 21.75 m
- 幅員
  - 有効幅員 - 6.00 m
  - 車道 - 6.00 m
  - 歩道 - なし
- 総鋼重 - 840 t
- 橋台 - 橋脚式橋台（杭基礎）
- 橋脚 - ニューマチックケーソン2基・杭基礎6基
- 床版 - 鉄筋コンクリート床版（後にグレーチング床版に取替）
- 施工 - 横河橋梁製作所[注釈 1]
- 架設工法 - タイバック工法（ランガー桁）